# All Star Perche 2023
Navigation
Édition 2022 Édition 2024
La 8e édition du meeting All Star Perche, compétition d'athlétisme en salle de saut à la perche, a lieu le samedi 25 février 2023 à Clermont-Ferrand, en Auvergne-Rhône-Alpes (France). Considérée comme l'une des compétitions les plus prestigieuses de la discipline, la réunion accueille ses meilleurs représentants mondiaux alors dans le circuit.

## Déroulement
La compétition se déroule à 20h heures locales, remportée chez les hommes par le Suédois Armand Duplantis, qui bat son record du monde pour la sixième fois, en passant les 6,22 mètres ; tandis que la Tchèque Amálie Švábíková s'adjuge le concours féminin avec une performance à 4,66 mètres.

## Légende du tableau
- m : mètres

Records et Performances
- AR : Record continental (area record)
- CR : Record des championnats (championship record)
- MR : Record du meeting (meet record)
- NR : Record national (national record)
- OR : Record olympique (olympic record)
- PR : Record paralympique (paralympic record)
- PB : Record personnel (personal best)
- SB : Meilleure performance personnelle de la saison (season's best)
- WL : Meilleure performance mondiale de l'année (world leader)
- WJR : Record du monde junior (world junior record)
- WR : Record du monde (world record)

Circonstances et Conditions
- DNF : N'a pas terminé (did not finish)
- DNS : N'a pas pris le départ (did not start)
- DQ : Disqualification (disqualification)
- NM : Aucun essai valable enregistré (No Mark)
- Q : Qualifié « directement » au prochain tour (ou à la prochaine compétition), lors d'une compétition majeure, grâce au classement ou à la réalisation des minima (automatic qualifier)
- q : Qualifié au prochain tour (ou à la prochaine compétition), lors d'une compétition majeure, grâce au repêchage ou à la réalisation de l'une des meilleures performances parmi celles des « non qualifiés directement » (grâce au meilleur temps ou à la meilleure distance par exemple) (secondary qualifier)

## Résultats
| Rang               | Nom                 | Nationalité | 5,51 m | 5,71 m | 5,81 m | 5,91 m | 6,01 m | 6,22 m | Marque | Notes |
| ------------------ | ------------------- | ----------- | ------ | ------ | ------ | ------ | ------ | ------ | ------ | ----- |
| Médaille d'or      | Armand Duplantis    | Suède       | -      | O      | -      | XO     | O      | XXO    | 6,22 m | WR    |
| Médaille d'argent  | Kurtis Marschall    | Australie   | O      | O      | XO     | O      | XXX    |        | 5,91 m | PB    |
| Médaille de bronze | Menno Vloon         | Pays-Bas    | O      | XO     | O      | XXO    | XXX    |        | 5,91 m |       |
| 4                  | Thibaut Collet      | France      | XO     | O      | XXO    | XXX    |        |        | 5,81 m | =PB   |
| 5                  | Ethan Cormont       | France      | O      | O      | XXX    |        |        |        | 5,71 m |       |
| 6                  | Ben Broeders        | Belgique    | O      | XO     | XXX    |        |        |        | 5,71 m |       |
| 7                  | Valentin Lavillenie | France      | O      | XXO    | XXX    |        |        |        | 5,71 m |       |
| 8                  | Alioune Sène        | France      | O      | XXX    |        |        |        |        | 5,51 m |       |

| Rang               | Nom                | Nationalité | 4,31 m | 4,46 m | 4,56 m | 4,66 m | Marque | Notes |
| ------------------ | ------------------ | ----------- | ------ | ------ | ------ | ------ | ------ | ----- |
| Médaille d'or      | Amálie Švábíková   | Tchéquie    | -      | XO     | XXO    | O      | 4,66 m |       |
| Médaille d'argent  | Margot Chevrier    | France      | -      | XXO    | O      | XXX    | 4,56 m |       |
| Médaille de bronze | Angelica Moser     | Suisse      | XXO    | O      | XXO    | XXX    | 4,56 m |       |
| 4                  | Michaela Meijer    | Suède       | O      | O      | XXX    |        | 4,46 m |       |
| 5                  | Elina Lampela      | Finlande    | O      | XO     | XXX    |        | 4,46 m |       |
| 6                  | Marie-Julie Bonnin | France      | O      | XXX    |        |        | 4,31 m |       |
| 7                  | Ninon Chapelle     | France      | XO     | XXX    |        |        | 4,31 m |       |
| 7                  | Alix Dehaynain     | France      | XO     | XXX    |        |        | 4,31 m |       |